# Нарцис (апостол від сімдесяти)
Нарцис (Наракісс, Наркісс) Афінський зарахований до сімдесяти учнів. Разом з апостолами Урбаном Македонським, Стахієм, Амплієм, Апеллесом Іракліонським і Арістобулом з Британії (всі ці імена разом згадує св. Павло у "Посланні до Римлян" 16:8–11, що не може бути випадковим) він допомагав Андрію Первозванному. Апостол Пилип висвятив Нарциса на єпископа Афінського. Вшанування 31 жовтня.

## Зовнішні посилання
- Апостол Нарцис із сімдесятників, 4 січня (ПЦА)
- Апостол Нарцис із сімдесятників, 31 жовтня (ПЦА)